# Черницынский сельсовет
Черни́цынский сельсовет — муниципальное образование со статусом сельского поселения в Октябрьском районе Курской области Российской Федерации.
Административный центр — село Черницыно.

## История
Статус и границы сельсовета установлены Законом Курской области от 21 октября 2004 года № 48-ЗКО «О муниципальных образованиях Курской области».

## Население
| 2002  | 2010  | 2012  | 2013  | 2014  | 2015  | 2016  |
| ----- | ----- | ----- | ----- | ----- | ----- | ----- |
| 6560  | ↗6799 | ↗7016 | ↗7190 | ↗7373 | ↗7486 | ↗7538 |
| 2017  | 2018  | 2019  | 2020  | 2021  |       |       |
| ↘7483 | ↘7467 | ↘7438 | ↗7536 | ↘7336 |       |       |

## Состав сельского поселения
| № | Населённый пункт | Тип населённого пункта       | Население |
| - | ---------------- | ---------------------------- | --------- |
| 1 | Анахина          | деревня                      | ↘1289     |
| 2 | Маслова          | деревня                      | ↗1295     |
| 3 | Нижняя Воробжа   | деревня                      | ↗365      |
| 4 | Репина           | деревня                      | ↘469      |
| 5 | Ройково          | деревня                      | ↗335      |
| 6 | Черницыно        | село, административный центр | ↗3046     |